# D.O.C. (album)
D.O.C. è il 17º album discografico di Brigan Tony, pubblicato nel 1991.

## Tracce
1. Trippa trippa – 8:50
2. L'onorevole – 3:12
3. Bellu amicu – 4:17
4. U bancarillaru – 3:50
5. I minni vasci – 4:05
6. U pentito – 3:54
7. È nata una canzone – 3:10
8. Lady papera – 5:24
9. Tarantella 2000 – 3:04